# Rhabdosia
Rhabdosia is een geslacht van vlinders van de familie Eupterotidae.

## Soorten
- R. patagiata (Aurivillius, 1911)
- R. vaninia (Stoll, 1781)